# 익산 신작리 곰솔
익산 신작리 곰솔은 대한민국 전북특별자치도 익산시 망성면 신작리에 있는 곰솔이다. 대한민국의 천연기념물 제188호였다가 2007년에 벼락을 맞은 뒤 전문가들의 치료에도 불구하고 결국 고사하여 천연기념물의 지정이 해제되었다.